# Aleksandra Kowalczuk
Aleksandra Kowalczuk (Olsztyn, 18 de diciembre de 1996) es una deportista polaca que compite en taekwondo.
En los Juegos Europeos de Cracovia 2023 consiguió una medalla de plata en la categoría de +73 kg. Ganó tres medallas en el Campeonato Europeo de Taekwondo entre los años 2018 y 2022.
Participó en los Juegos Olímpicos de Tokio 2020, ocupando el quinto lugar en la categoría de +67 kg.

## Palmarés internacional
| Juegos Europeos    | Juegos Europeos          | Juegos Europeos  | Juegos Europeos |
| Año                | Lugar                    | Medalla          | Categoría       |
| ------------------ | ------------------------ | ---------------- | --------------- |
| 2023               | Krynica-Zdrój (Polonia)  | Medalla de plata | +73 kg          |
| Campeonato Europeo |                          |                  |                 |
| Año                | Lugar                    | Medalla          | Categoría       |
| 2018               | Kazán (Rusia)            | Medalla de oro   | +73 kg          |
| 2021               | Sofía (Bulgaria)         | Medalla de plata | +73 kg          |
| 2022               | Mánchester (Reino Unido) | Medalla de plata | +73 kg          |